# Взрыв на Уолл-стрит
Взрыв на Уолл-стрит произошел в 12:01 дня в четверг, 16 сентября 1920 года, в финансовом районе Манхэттена, Нью-Йорк. В результате взрыва 30 погибли сразу, ещё десять умерли позже от ран, полученных при взрыве. Серьёзные ранения получили 143 человека, а общее число пострадавших исчислялось сотнями.
Причиной взрыва официально неизвестна, хотя следователи и историки считают, что его осуществили галлианисты (итальянские анархисты, последователи Луиджи Галлеани), группа, ответственная за серию взрывов в предыдущем году. Нападение также было связано с послевоенными социальными волнениями, трудовой борьбой и антикапиталистической агитацией в США.
В результате взрыва на Уолл-стрит погибло больше людей, чем при взрыве Los Angeles Times в 1910 году, который до этого момента был самым смертоносным террористическим актом на территории США.
Это событие также оставалось самым крупнейшим по числу погибших вплоть до теракта в Оклахома-Сити.

## Взрыв

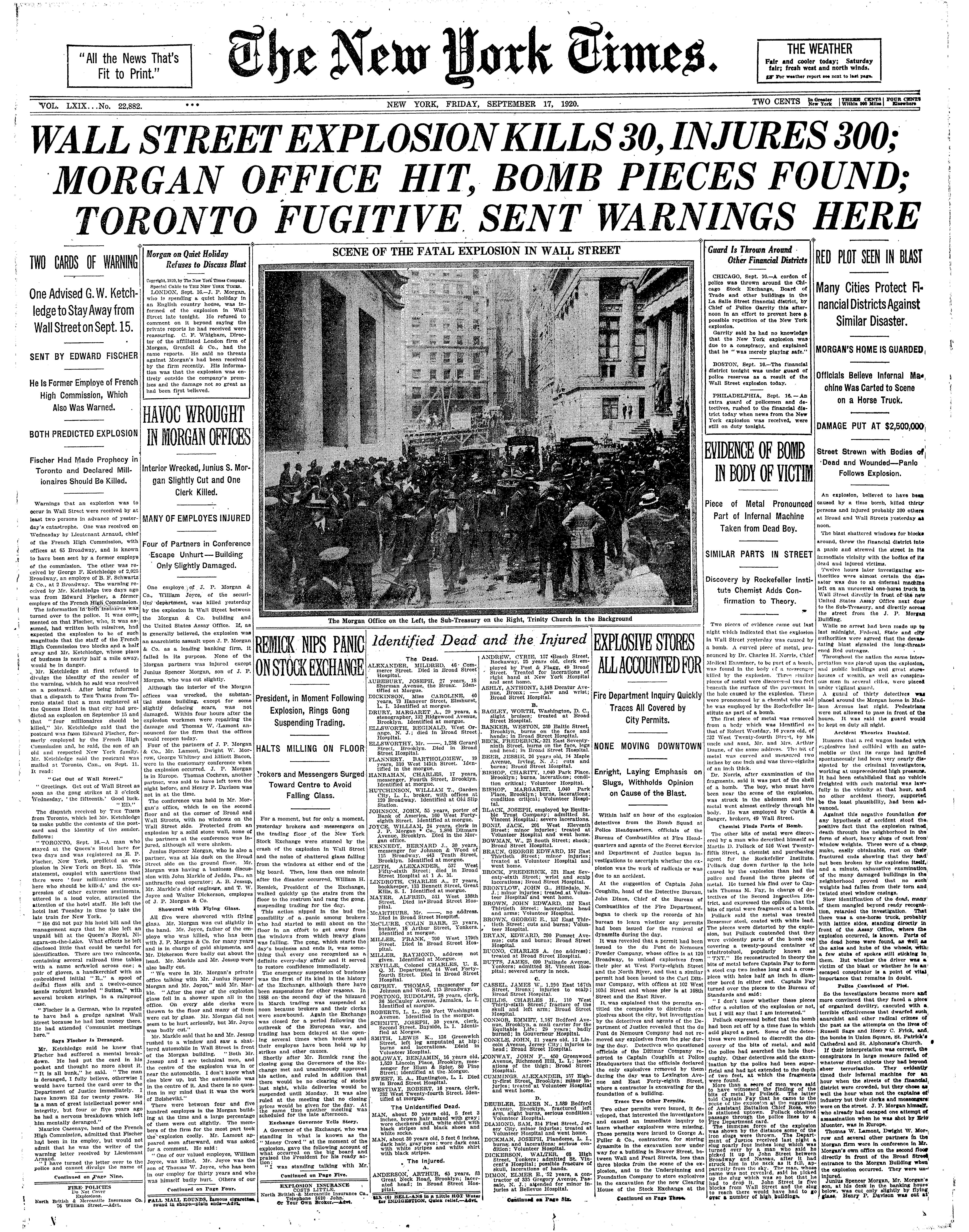
Обложка The New York Times с репортажем о взрыве на Уолл-стрит.

В полдень повозка, запряженная лошадью, проехала мимо обедающих на Уолл-стрит людей и остановилась через дорогу от штаб-квартиры банка J.P. Morgan & Co. на Уолл-стрит, 23, на самом оживленном углу финансового района. Повозка была начинена 100 фунтами (45 кг) динамита и 500 фунтами (230 кг) тяжелых чугунных гирь для подъемных окон, взрыв был вызван часовым механизмом, гири разлетелись в воздухе. Лошадь и повозка были разорваны на мелкие фрагменты, но водитель, как полагают, покинул транспортное средство до момента взрыва.
40 погибших были в основном молодые люди, работавшие посыльными, стенографистами, клерками и брокерами. Многие из раненых получили тяжелые травмы. Бомба нанесла материальный ущерб на сумму более 2 миллионов долларов США (около 30 млн долларов сегодня) и разрушила большую часть внутренних помещений здания банка.
В течение одной минуты после взрыва президент Нью-Йоркской фондовой биржи Уильям Х. Ремик приостановил торги, чтобы предотвратить панику. На улице спасатели лихорадочно работали, чтобы доставить раненых в больницу. Джеймс Соул, 17-летний посыльный, взял припаркованный автомобиль и доставил 30 раненых в больницу. Полицейские поспешили на место происшествия, оказали первую помощь и использовали все близлежащие автомобили в качестве транспортных средств для экстренных случаев.

## Реакция
Бюро расследований Министерства юстиции (BOI, предшественник Федерального бюро расследований, или ФБР) не сразу пришло к выводу, что взрыв бомбы был террористическим актом. Следователи были озадачены количеством убитых невинных людей и отсутствием конкретной цели, кроме зданий, получивших относительно поверхностные, неструктурные повреждения. Изучая возможность несчастного случая, полиция связалась с предприятиями, которые продавали и перевозили взрывчатые вещества. К 15:30 совет управляющих Нью-Йоркской фондовой биржи провел заседание и принял решение об открытии биржи на следующий день. Ночью бригады убрали территорию, чтобы обеспечить нормальную работу предприятия, но при этом они уничтожили вещественные доказательства, которые могли помочь следователям раскрыть преступление. Сыны американской революции ранее запланировали патриотический митинг на следующий день (17 сентября), чтобы отпраздновать День Конституции на том же самом перекрестке. 17 сентября тысячи людей приняли участие в митинге несмотря на вчерашнее нападение.
Помощник окружного прокурора Нью-Йорка отметил, что время, место и способ доставки указывали на Уолл-стрит и банк J.P. Morgan в качестве целей для атаки, что, в свою очередь, позволило предположить, что бомба была заложена радикальными противниками капитализма, такими как большевики, анархисты, коммунисты или воинствующие социалисты. Следователи вскоре сосредоточились на радикальных группах, выступающих против финансовых и правительственных учреждений США и известных тем, что использовали бомбы в качестве средства насильственной расправы. На протяжении Позолоченного века радикальная идеология и насилие часто использовались группами как форма протеста для инициирования перемен. Когда простых протестов было недостаточно, экстремисты прибегали к безжалостным мерам, чтобы быть услышанными. Хотя насилие оказалось губительным для их общего дела, многие историки увидели в этом явный признак радикального поведения, направленного на содействие преобразованиям во всех классах. Они заметили, что бомба на Уолл-стрит была начинена тяжелыми гирями, предназначенными для того, чтобы действовать как шрапнель, а затем взорвана на улице, чтобы увеличить число жертв среди финансовых работников и учреждений во время напряженного обеденного перерыва.
Официальные лица в конечном итоге обвинили анархистов и коммунистов во взрыве на Уолл-стрит. Газета Washington Post назвала теракт «актом войны». Взрыв способствовал возобновление усилий полиции и федеральных следователей по отслеживанию деятельности и перемещений иностранных радикалов. Требования общественности выследить преступников привели к расширению роли BOI, включая Бюро отдел общей разведки под руководством Дж. Эдгара Гувера. Департамент полиции Нью-Йорка также настаивал на создании «специальной, или тайной полиции» для отслеживания «радикальных элементов» в городе.
17 сентября BOI обнародовала содержание листовок, найденных в почтовом ящике в районе Уолл-стрит незадолго до взрыва. Напечатанные красными чернилами на белой бумаге, они гласили: «Помните, мы больше не будем терпеть. Освободите политзаключенных, или вас всех ждет верная смерть». Внизу было написано: «Американские борцы-анархисты». В BOI быстро решили, что листовка исключает возможность случайного взрыва. Уильям Дж. Флинн, директор BOI, предположил, что листовки были похожи на те, которые были найдены во время взрывов анархистов в июне 1919 года

## Расследования

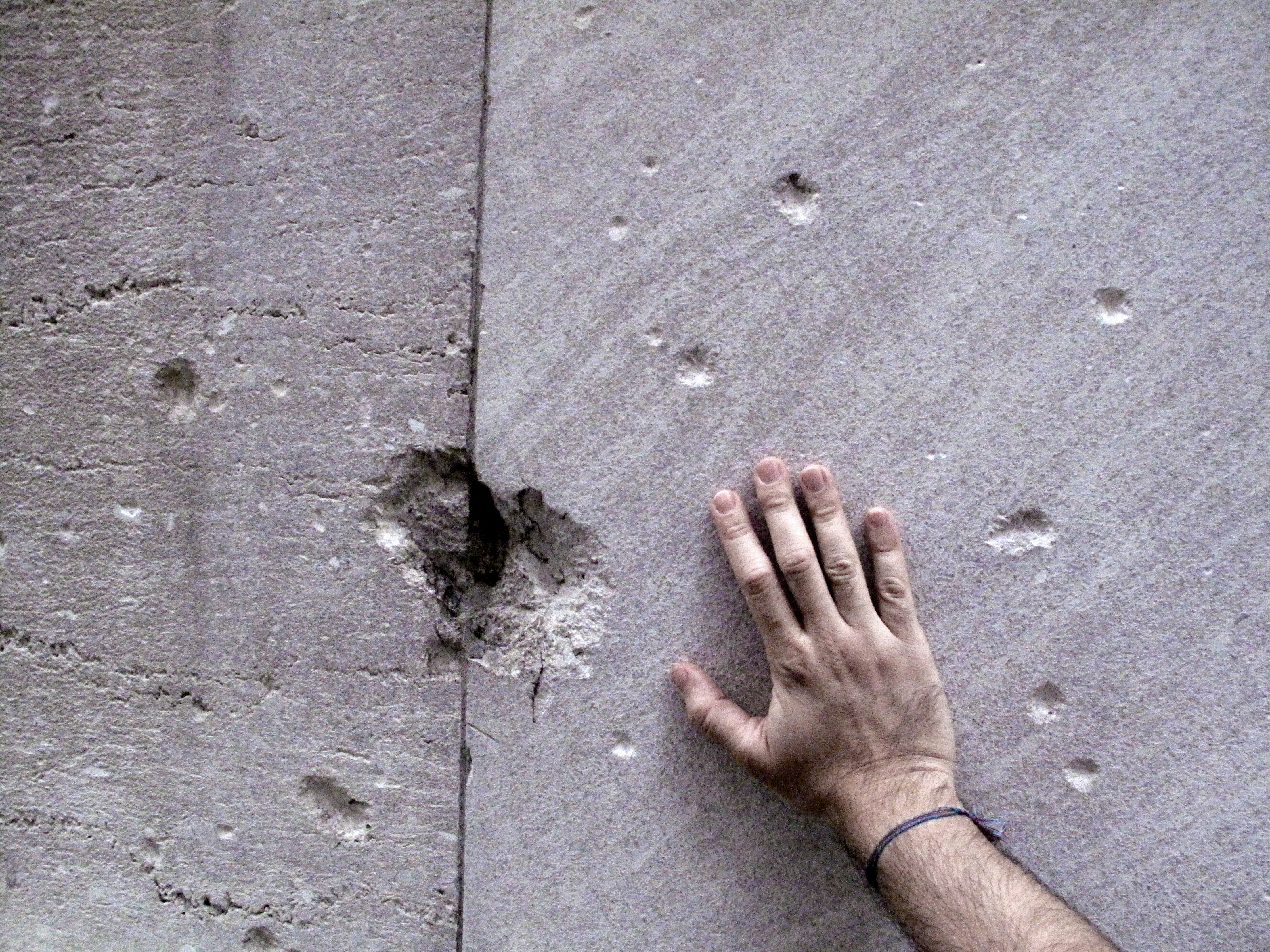
Остатки разрушений от взрыва 1920 года все ещё видны на Уолл-стрит 23.

Расследование BOI зашло в тупик, когда среди пострадавших не оказалось водителя повозки. Хотя лошадь была недавно подкована, следователи не смогли найти конюшню, ответственную за эту работу. Когда в октябре удалось найти кузнеца, он предоставил полиции недостаточно информации. Следователи допросили чемпиона по теннису Эдвина Фишера, который разослал друзьям открытки с предупреждениями, советуя им покинуть район до 16 сентября. Он сказал полиции, что получил информацию «по воздуху». Они установили, что Фишер регулярно делал подобные предупреждения, и поместили его в Амитивилльскую психиатрическую лечебницу, где он был признан «невменяемым, но безвредным». Существует утверждение, что Роберт В. Вуд помог восстановить механизм бомбы.
BOI и местная полиция безуспешно расследовали это дело более трех лет. Периодические аресты привлекали внимание общественности, но каждый раз они не приводили к обвинительным заключениям. Большая часть первоначального расследования была сосредоточена на анархистах и коммунистах, таких как группа «Галлеанист», которых власти считали причастными к взрывам 1919 года. Во время правления президента Уоррена Гардинга чиновники рассматривали Советы и Коммунистическую партию США как возможных организаторов взрывов. В 1944 году ФБР, преемник BOI, провело новое расследование. Оно пришло к выводу, что его агенты изучили множество радикальных групп, «таких как Союз русских рабочих, Индустриальные рабочие мира, коммунисты и т. д. (…) и из результатов расследования на сегодняшний день следует, что ни одна из вышеупомянутых организаций не причастна к этому делу и что взрыв был делом рук либо итальянских анархистов, либо итальянских террористов».
Некоторые историки, в том числе Пол Эврич, считают, что бомбу, скорее всего, заложил один из галлеанистов, итальянский анархист Марио Буда (1884—1963), соратник Сакко и Ванцетти и владелец автомобиля, который привел к аресту последнего за отдельное ограбление и убийство. Эврич и другие историки предполагают, что Буда действовал в отместку за арест и обвинение Сакко и Ванцетти. Причастность Буды к созданию бомбы на Уолл-стрит была подтверждена заявлениями его племянника Фрэнка Маффи и анархиста Чарльза Поджи, которые брали интервью у Буды в Савиньяно-суль-Рубиконе, Италия, в 1955 году. Буда (в то время известный под псевдонимом Майк Бода) скрылся от властей во время ареста Сакко и Ванцетти, имел опыт использования динамита и других взрывчатых веществ, был известен тем, что использовал гири для подъемных окон в качестве шрапнели в своих бомбах замедленного действия, и считается, что он сконструировал несколько самых крупных посылок с бомбами для галлеанистов. Среди них взрыв в полицейском управлении Милуоки — большая бомба из чёрного пороха, которая убила девять полицейских в Милуоки, штат Висконсин, но он не был ни арестован, ни допрошен полицией.
Покинув Нью-Йорк, Буда вновь стал использовать своё настоящее имя, чтобы получить паспорт у итальянского вице-консула, а затем быстро отплыл в Неаполь. Вскоре он вернулся в родную Италию, и никогда больше не возвращался в Соединенные Штаты. Галлеанисты, все ещё находившиеся в США, продолжали кампанию взрывов и убийств ещё 12 лет, кульминацией которой стал взрыв в 1932 году, целью которого являлся Уэбстер Тейер, председательствующий  судья на процессе Сакко и Ванцетти. Тейер выжил после взрыва, который разрушил его дом и ранил его жену и домработницу, но в последние полтора года до своей смерти от эмболии головного мозга, он переехал в свой клуб, где его охраняли 24 часа в сутки.

## Примечание
1. 1 2  Cage, 2009, с. 160—161.
2. ↑  Barron, James (17 сентября 2003). After 1920 Blast, The Opposite Of 'Never Forget'; No Memorials on Wall St. For Attack That Killed 30. The New York Times. Архивировано 22 марта 2016. Дата обращения: 12 июля 2022.
3. ↑  Graham Flanagan. A deadly Wall Street bombing still remains unsolved 95 years later. Business Insider. Дата обращения: 25 марта 2020. Архивировано 25 октября 2017 года.
4. ↑  Watson, 2007, с. 77.
5. 1 2  Paul Avrich. Anarchist Voices: An Oral History of Anarchism in America - Abridged paperback Edition. — Princeton University Press, 2021-03-09. — С. 133—135. — 335 с. — ISBN 978-0-691-22758-0. Архивировано 13 июля 2022 года.
6. 1 2  Terror on Wall Street (амер. англ.). Damn Interesting. Дата обращения: 12 июля 2022. Архивировано 1 августа 2022 года.
7. ↑  Cage, 2009, с. 239—230.
8. ↑  HAVOC WROUGHT IN MORGAN OFFICES; SCENE OF THE FATAL EXPLOSION IN WALL STREET HAVOC WROUGHT IN MORGAN OFFICES Wire Screens a Shield. Police Guard Offices. LIKE SNOW, SAYS MARKLE. Injured Coal Operator Describes Glass Shower in Morgan Offices. The New York Times. 17 сентября 1920. Архивировано 23 апреля 2020. Дата обращения: 12 июля 2022.
9. ↑  "Remick Nips Panic on Stock Exchange". The New York Times. 17 сентября 1920. Архивировано 15 февраля 2022. Дата обращения: 12 июля 2022.
10. ↑  Boy Seizes Auto and Takes 30 Injured to the Hospital. The New York Times. 17 сентября 1920. Архивировано 16 февраля 2022. Дата обращения: 12 июля 2022.
11. 1 2  New York (N.Y.) Police Department // Annual Report. — 1920. — С. 167—168.
12. ↑  EXPLOSIVE STORES ALL ACCOUNTED FOR; SOME OF THE STRIKING EFFECTS OF THE EXPLOSION. The New York Times. 17 сентября 1920. Архивировано 15 февраля 2022. Дата обращения: 12 июля 2022.
13. ↑  Cage, 2009, с. 166—168.
14. ↑  Cage, 2009, с. 150—151.
15. ↑  Gage, Beverly. "Why Violence Matters: Radicalism, Politics, and Class War in the Gilded Age and Progressive Era" // Journal for the Study of Radicalism.. — 2007. — Т. 1, № 1. — С. 99–109. — ISSN 1930-1197.
16. ↑  Cage, 2009, с. 272—282.
17. 1 2  Cage, 2009, с. 171—175.
18. ↑  "Funds are Needed in Fight on Reds". The New York Times. 19 сентября 1920. Архивировано 13 июля 2022. Дата обращения: 12 июля 2022.
19. ↑  Cage, 2009, с. 172—175.
20. ↑  Cage, 2009, с. 225—226.
21. ↑  Seabrook, William. Doctor Wood, Modern Wizard of the Laboratory. — New York: Harcourt Brace, 1941. — 335 с.
22. ↑  Cage, 2009, с. 217—219.
23. ↑  Cage, 2009, с. 249—253.
24. ↑  Edmonton Bulletin (Edmonton, Canada), May 14, 1923, p. 1 (arrest of Noah Lerner)
25. ↑  Cage, 2009, с. 207—208.
26. ↑  Cage, 2009, с. 261—290.
27. ↑  Cage, 2009, с. 295—308.
28. ↑  Cage, 2009, с. 325.
29. ↑  Avrich, 1991, с. 213,227.
30. ↑  Avrich, Paul, Anarchist Voices: Interview of Charles Poggi, стр. 133: Среди других интересных признаний Буда признал, что Никкола Сакко на самом деле присутствовал («Sacco c’era») при ограблении и убийстве в Саут-Брейнтри, за которые он в конечном итоге был казнен.
31. ↑  Avrich, Paul, Anarchist Voices: Interview of Charles Poggi, стр. 133: «Буда был настоящим воином, способным на все. В 1933 году я поехал в Нью-Йорк с племянником Буды, Фрэнком Маффи… Фрэнк сказал: „Давайте поедем в центр города и посмотрим на бомбу моего дяди“, и он отвез меня на Уолл-стрит, где произошел большой взрыв в сентябре 1920 года, незадолго до того, как Буда отплыл в Италию. Вы все ещё можете увидеть дыры в здании Моргана через дорогу».
32. 1 2 3  Avrich, 1991, с. 213, 227.
33. ↑  Watson, 2007, с. 15.
34. ↑  The Wall Street Bombing: Low-Tech Terrorism in Prohibition-Era New York (англ.) // Slate. — 2014-09-16. — ISSN 1091-2339. Архивировано 13 июля 2022 года.